# Karey Gorou
Karey Gorou (auch: Kalley Gorou, Karégourou, Kareye Gorou, Kérey Gorou) ist ein Dorf in der Landgemeinde Bitinkodji in Niger.

## Geographie

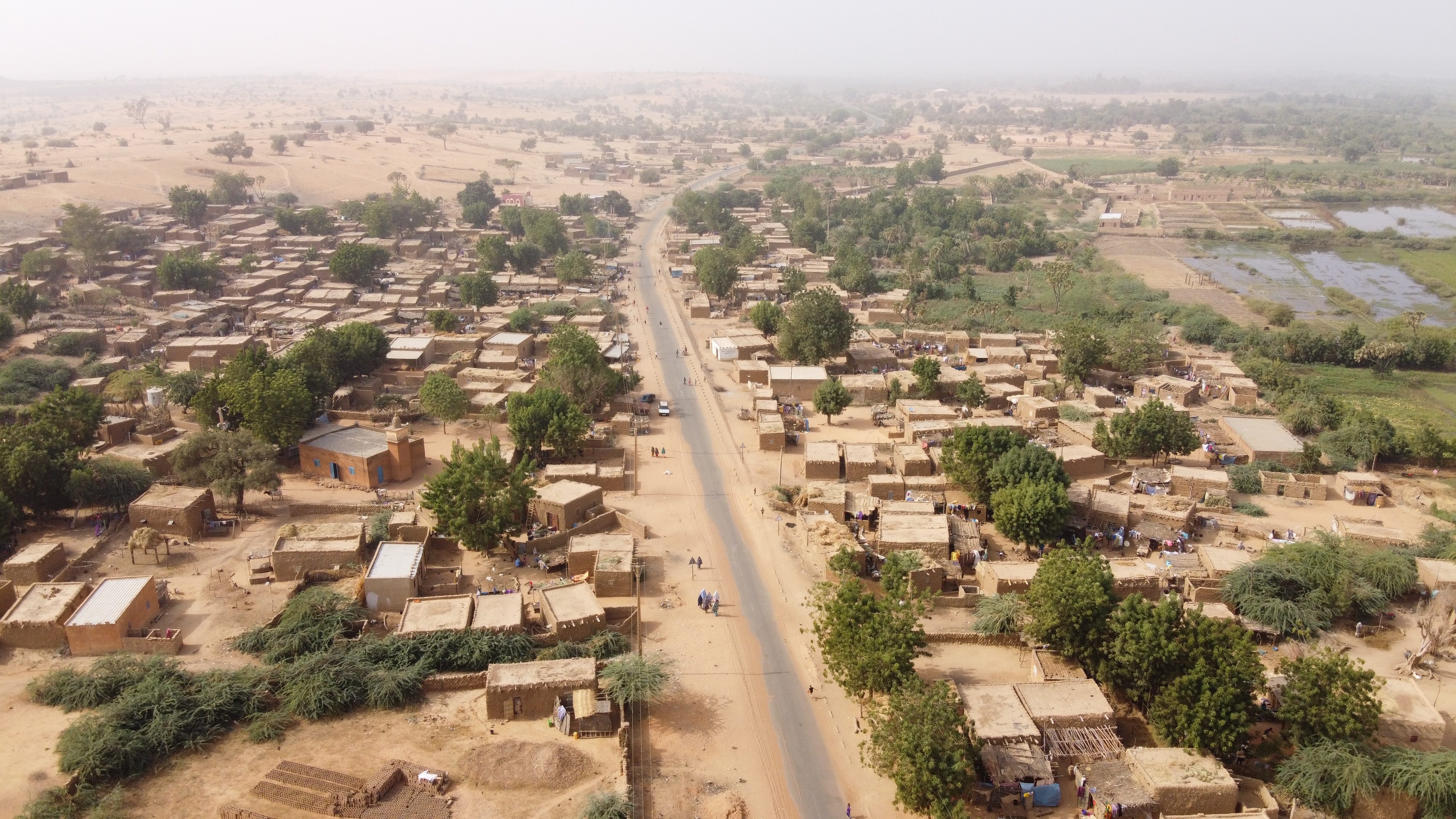
Luftaufnahme von Karey Gorou (2020)

Das von einem traditionellen Ortsvorsteher (chef traditionnel) geleitete Dorf liegt am rechten Ufer des Flusses Niger. Es befindet sich rund sieben Kilometer südöstlich des Hauptorts Saga Fondo der Landgemeinde Bitinkodji, die zum Departement Kollo in der Region Tillabéri gehört. Zu den Siedlungen in der näheren Umgebung von Karey Gorou zählen Settoré im Nordwesten und Birniol im Südosten. Am gegenüberliegenden Ufer des Flusses befindet sich das Dorf Kossèye.
Karey Gorou ist Teil der Übergangszone zwischen Sahel und Sudan. Die durchschnittliche jährliche Niederschlagshöhe beträgt hier 635,3 mm.

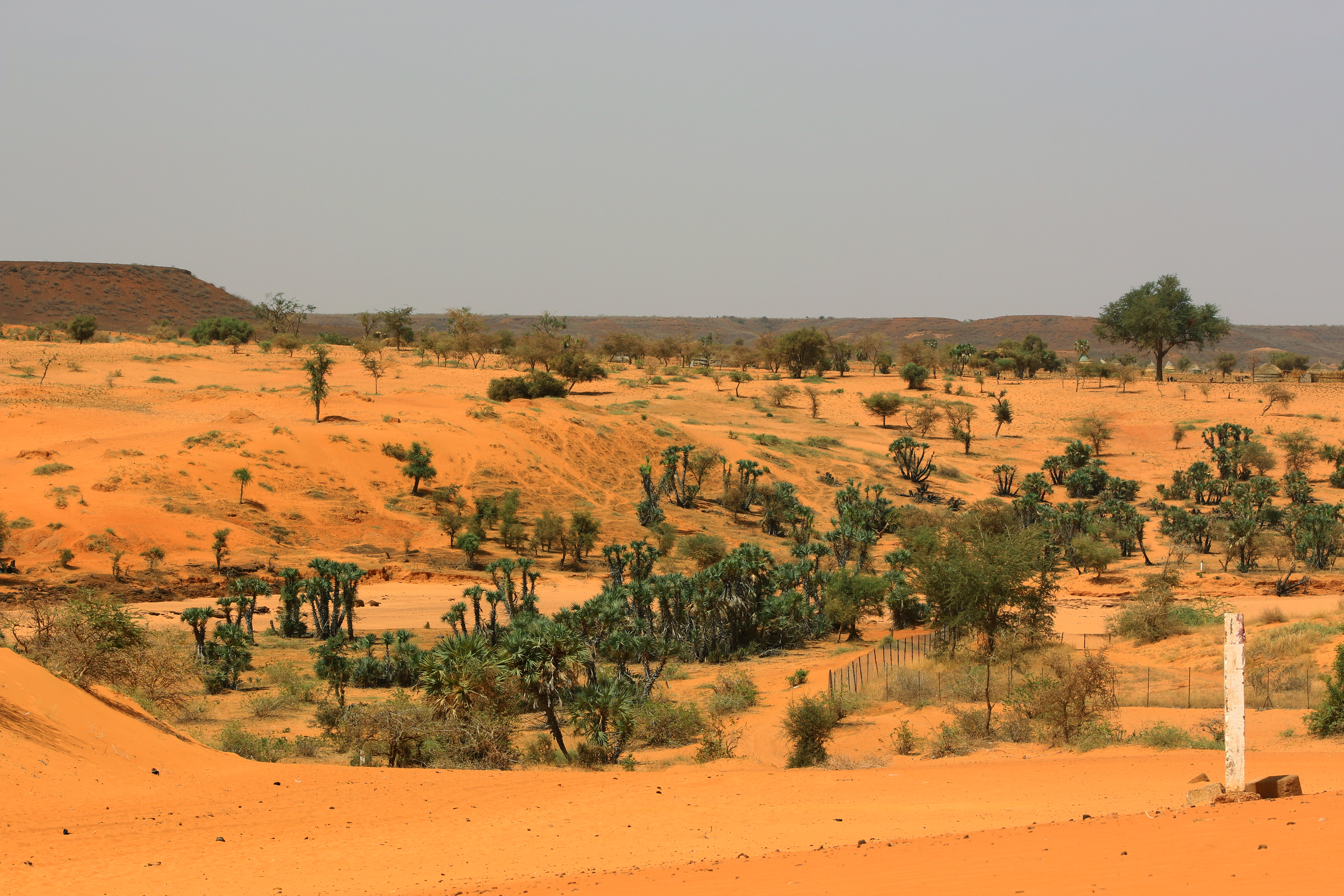
Sanddünen von Karey Gorou (2023)

Die sich über mehrere Tausend Hektar erstreckenden Sanddünen von Karey Gorou sind eine Attraktion für Touristen und Einheimische aus der nahegelegenen Hauptstadt Niamey. Sie können auf Kamelen durchquert werden.
Unter den in Karey Gorou beobachteten Vogelarten finden sich das Blaustirn-Blatthühnchen (Actophilornis africanus), der Haussegler (Apus affinis), der Rostnackenbussard (Buteo auguralis), die Zwergrötelschwalbe (Cecropis abyssinica), der Abdimstorch (Ciconia abdimii), der Zistensänger (Cisticola juncidis), der Häherkuckuck (Clamator glandarius), die Bergammer (Emberiza tahapisi), der Senegalamarant (Lagonosticta senegala), der Rotbauch-Glanzstar (Lamprotornis pulcher), der Goldscheitelwürger (Laniarius barbarus), der Karminspint (Merops nubicus) und der Gabarhabicht (Micronisus gabar).

## Geschichte
In vorkolonialer Zeit wurde in Karey Gorou Jaspis abgebaut, der zur Weiterverarbeitung über den Fluss Niger in das Hauptsiedlungsgebiet der Yoruba im Süden gebracht wurde. Das Dorf war zunächst von Gourmantché bewohnt, die von der Fulbe-Untergruppe Fetobé verjagt wurden. Die Fetobé stammten ursprünglich aus dem Massina und hatten sich im Dorf Hondey Zéno niedergelassen. Dann verloren sie bei Karey Gorou und Hondey Zéno harte Kämpfe gegen die Tuareg-Untergruppe Logomaten und mussten nach Diakindi, Doguèl und Say fliehen.
Der Filmemacher Jean Rouch drehte 1969 den Dokumentarfilm Yenaandi de Karey Gorou über einen Regentanz im Ort. Der zehnminütige Film gilt als verschollen.
Im Rahmen des Freiwilligenprogramms Japan Overseas Cooperation Volunteers der japanischen Regierung zur Entwicklungszusammenarbeit wurde von 1993 bis 2001 in Karey Gorou ein großes Aufforstungsprojekt gegen die Desertifikation durchgeführt. Dabei wurden 300.000 Setzlinge gepflanzt und Wissen zur Produktion besserer Zwiebelsorten und zum Pfropfen von Mangobäumen vermittelt. Zwei weitere Phasen der Entwicklungszusammenarbeit vor Ort, von 2001 bis 2005 sowie von 2005 bis 2010, fokussierten sich auf die Entwicklung des Gemeinwesens, der Land- und Forstwirtschaft, des Bildungs- und des Gesundheitswesens in insgesamt 39 Dörfern in der Region.
Bei der Flutkatastrophe von 2010 wurden in Karey Gorou 400 Gärten und mehrere Felder überschwemmt. Ein rasch errichteter Damm schützte die Reisfelder. Aufgrund der Wassermassen stürzten im Ort zwei Häuser ein und die Grundmauern der Ortsmoschee wurden angegriffen.

## Bevölkerung

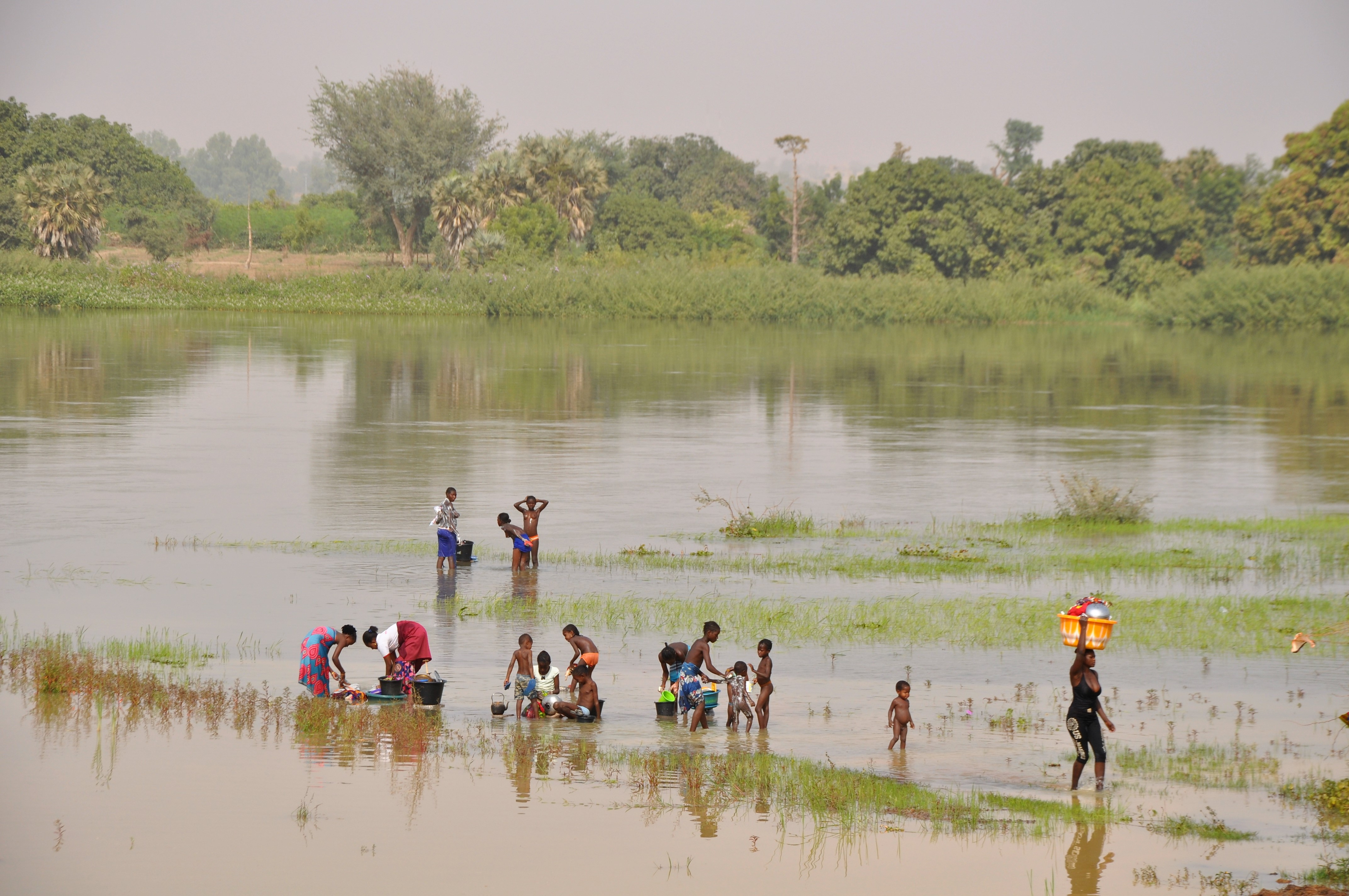
Menschen beim Wäschewaschen im Fluss Niger bei Karey Gorou (2020)

Bei der Volkszählung 2012 hatte Karey Gorou 2048 Einwohner, die in 242 Haushalten lebten. Bei der Volkszählung 2001 betrug die Einwohnerzahl 623 in 94 Haushalten und bei der Volkszählung 1988 belief sich die Einwohnerzahl auf 981 in 132 Haushalten.
In ethnischer Hinsicht leben hauptsächlich Fulbe im Dorf.

## Wirtschaft und Infrastruktur

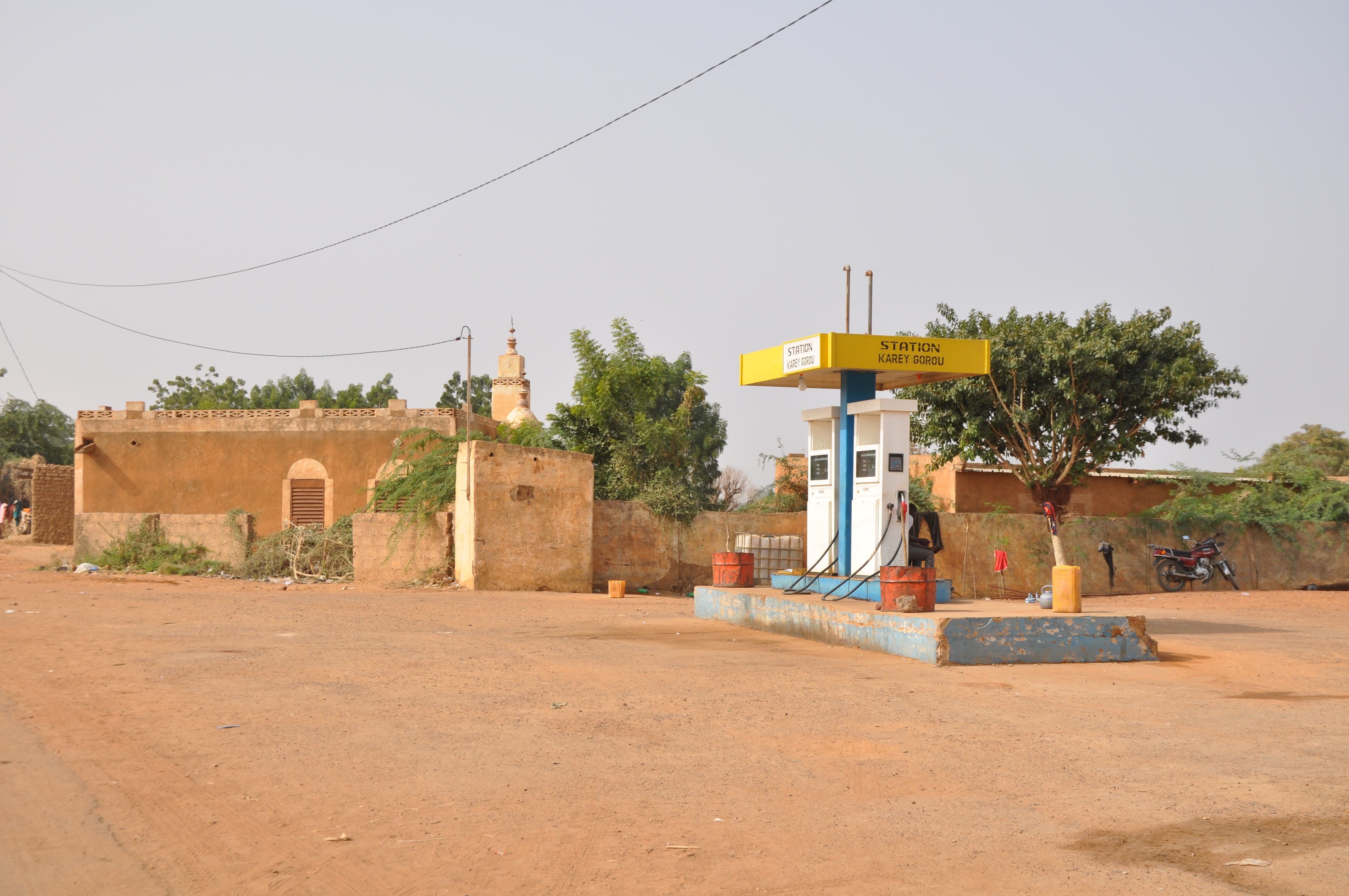
Tankstelle an der Nationalstraße 4 in Karey Gorou (2020)

Die wichtigste wirtschaftliche Aktivität ist der Gemüseanbau entlang des Flusses. Dazu zählen Zwiebeln, Paprika, Melonen, Tomaten und Kohl. Die Grundlage dafür ist die gute Bodenqualität. Karey Gorou ist neben Sarando Béné, Sarando Ganda und Toulouaré eines der bedeutendsten Anbaugebiete für Meerrettichbäume im Westen Nigers. Deren Blätter dienen meistens gekocht, manchmal roh als Nahrungsmittel, das reich an Kalzium, Eisen, Vitaminen und Proteinen ist. Beim Dorf wird auch Reis kultiviert. Viehwirtschaft wird sowohl in Form von Transhumanz nach Torodi, Burkina Faso und Benin als auch für den Eigenbedarf an Fleisch und Milch von Frauen vor Ort praktiziert.
Es gibt eine Schule im Dorf. Durch Karey Gorou verläuft die 214,1 Kilometer lange Nationalstraße 4 zwischen der Hauptstadt Niamey und der Staatsgrenze zu Burkina Faso.